# Prosenik (Bułgaria)
Prosenik (bułg. Просеник) – wieś w Bułgarii, w obwodzie Burgas, w gminie Ruen. W 2023 roku liczyła 1336 mieszkańców.